# Белый камень
Бе́лый ка́мень — любой поддающийся обработке бело-желтоватый камень с неблестящей поверхностью, не являющийся мрамором или ракушечником; тёсаный природный камень, который использовался для строительства средневековых соборов и общественных зданий в Европе и на Руси.
В древнерусской архитектуре под «белым камнем» понимается, как правило, светлый известняк карбона (каменноугольного периода палеозойской эры) из центральных регионов средней России, иногда также — песчаник, доломит, поволжский известняк пермского возраста, многочисленные виды известняка, травертина и алебастра, залегающие в Приднестровье.
В современной России белый камень добывается исключительно открытым способом (крупнейший из существующих карьеров — Домодедовский) и используется на щебень и известь (которая в дальнейшем идёт в цемент); в сравнительно редких случаях — для реставрационных работ и садово-парковой скульптуры.

## В древнерусской архитектуре (по С. В. Заграевскому)
Ряд положений показывает исключительную значимость белого камня не только для древнерусской архитектуры, но и для истории Древней Руси.
Христианство пришло на Русь из Византии, но там церковное строительство велось из плинфы или в смешанной технике — «opus mixtum». Плинфяной либо смешанной была и строительная техника Киева, Новгорода, Пскова, Полоцка, Смоленска, Чернигова, Переяславля Южного, Владимира Волынского и всех остальных древнерусских земель, кроме Галицкой и Суздальской (в Галицком княжестве белокаменное строительство началось в 1110—1120-х годах, в Суздальском — в 1152 году). В домонгольское время 95 % зданий Владимиро-Суздальской земли и 100 % зданий Галицкого княжества были построены из белого камня. Наиболее известны такие «знаковые» белокаменные храмы, как Успенский собор во Владимире (1158—1160, перестроен в 1186—1189) и церковь Покрова на Нерли (1158 год).
Согласно расчётам, проведённым С. В. Заграевским, белокаменное строительство было примерно в десять раз дороже плинфяного (за счёт несравненно более сложной добычи, транспортировки и обработки). Часто воспеваемый в популярной литературе белый цвет камня тоже не был его преимуществом: плинфяные стены оштукатуривались и белились, а белокаменные здания уже через несколько лет после постройки становились грязно-серыми от дыма печей и частых пожаров, и практика их очистки появилась только в XIX веке. Таким образом, белый камень как строительный материал проигрывал плинфе (и тем более кирпичу) по всем показателям.
Но в XII веке, когда на Руси началось белокаменное строительство, Византия уже была ослаблена и не являла собой сколь-нибудь значимой силы на международной арене. В Западной Европе строительство из различных сортов камня во времена романики и готики выражало государственную мощь и имперскую идеологию, из кирпича там строились лишь второстепенные постройки гражданского характера и храмы в небогатых окраинных регионах.
Белокаменное строительство стало одной из основных составляющих процесса вхождения Древней Руси в число ведущих европейских держав, — процесса, надолго прерванного лишь татаро-монгольским нашествием.
Характерно, что и в тяжёлые времена монгольского ига древнерусские строители не перешли на дешёвую и надёжную плинфу, а продолжали строить исключительно в белом камне. По мнению С. В. Заграевского, это стало одним из факторов, позволивших Владимиро-Суздальскому великому княжеству, оказавшемуся под монгольским игом, не потерять своей национальной культуры и самостоятельности и возродиться уже под новым именем — Московской Руси.
В конце XV века, когда мастера западноевропейского Ренессанса полностью перешли на гораздо более надёжное, дешёвое и практичное кирпичное строительство, выражение государственной мощи и имперской идеологии в камне потеряло смысл. Тогда и на Руси произошёл повсеместный переход на кирпич. Последним крупным древнерусским белокаменным храмом был Успенский собор в Москве (1475—1479 годы). В дальнейшем белокаменные храмы на Руси продолжали строиться, но лишь эпизодически и преимущественно вблизи каменоломен. Но широкое использование белого камня не прекратилось, так как из него повсеместно строили фундаменты, подклеты и вытесывали элементы архитектурного декора.
Последним белокаменным религиозным сооружением и первым и единственным в России в  истинно барочном стиле,  была Знаменская церковь в Дубровицах в Подольске.

### Регионы добычи
Наиболее вероятным регионом добычи белого камня в середине XII века являются выходящие к Москве-реке окрестности современных сел Верхнего и Нижнего Мячкова. В дальнейшем регионы добычи камня расширялись вместе с увеличением территории Владимиро-Суздальского великого княжества, в послемонгольское время — Тверского и Московского великих княжеств, а затем и централизованного Русского государства.
В домонгольское время на юго-западе Суздальской земли вероятно продвижение каменоломен от Мячкова в сторону современных Подольска и Домодедова. Регион Ковров — Мелехово — Судогда стал доступен для камнедобычи после присоединения к Владимиро-Суздальскому княжеству Нижнего Новгорода (начало XIII века). Возможно, нижегородские белокаменные храмы строились из ковровского камня, хотя более вероятно использование для этих нужд каменоломен в районе Касимова.
В послемонгольское время после присоединения в начале XIV века к Московскому княжеству Коломны, Серпухова и Можайска доступным для московских камнедобытчиков стал весь огромный регион, ограниченный Окой, Москвой-рекой и Нарой. С завоеванием во второй половине XIV века Боровска, Тулы, Тарусы и Калуги этот регион на юго-западе Московского великого княжества расширился от Нары до Угры.
Тверь во времена своей государственной самостоятельности (вторая половина XIII-конец XV века) располагала старицкими каменоломнями. С начала XVI века в распоряжении древнерусских камнедобытчиков оказались и заокские территории.

### Добыча камня
До середины XV века каменное строительство на Руси вели исключительно князья. Кроме возведения крепостей и дворцов, которое входило в круг их непосредственных задач, они выступали ктиторами всех каменных храмов и в городах, и в селах, и в монастырях. Соответственно, и добыча камня была исключительно государственной. И только вместе с частным (с середины XV века — боярским, с начала XVI века — и купеческим) каменным строительством могли появиться и частные (боярские, купеческие и артельные) каменоломни. Камни обычно отдалбывали от гор.
Такие строения были очень крепкие.
Подавляющее большинство белокаменных зданий Древней Руси строилось в полубутовой технике (из обтёсанного белого камня возводятся две стенки-облицовки — внутренняя и внешняя, промежуток между ними является забутовкой, то есть заполняется бутом — обломками камня, обломками плинфы (кирпича) и булыжниками, затем заливается известковым раствором). Соответственно, уже с XII века камень добывался и на обтеску (для стеновой кладки, декора и пр.), и на бут, и на известь. Известь- то же, что и мел.
Камень добывался как открытым способом (карьерами), так и закрытым (каменоломнями). Старинные карьеры сегодня найти практически невозможно: они имели вид глубоких выемок в берегах рек и уже через несколько десятилетий после прекращения разработок полностью зарастали, превращаясь в неприметные овраги. А каменоломни XII—XVI веков вполне могли сохраниться. Более того — некоторые из известных в наше время крупных старинных систем (Сьяновская, Камкинская, Мещеринская, Бяковская, Черепковская-1 (Дохлобарсучья), Сельцовская и пр.) теоретически могут включать в себя разработки времен Древней Руси.
Камень на известь обычно обжигался рядом с карьерами. Химическое уравнение обжига известняка:
то есть при обжиге выделялся углекислый газ и оставалась негашёная известь. Полученная негашёная известь укладывалась в бочки (для защиты от влаги) и транспортировалась на стройплощадку, где известь гасили в так называемых творильных ямах (стенки этих ям обычно обкладывались досками для предотвращения смешения извести с землёй). Химическое уравнение гашения извести:
Там, где требовалась особо качественная известь (например, для штукатурки под фрески), в целях полного гашения известь выдерживали в творильных ямах от нескольких недель до нескольких месяцев. Гашёную известь смешивали с песком и другими ингредиентами (соломой, древесным углём, толчёной керамикой-цемянкой и пр.) и клали раствор в стены, фундаменты и пр., где гашёная известь высыхала («схватывалась»), выделяя воду и вновь образуя известняк. Химическое уравнение высыхания гашёной извести:
Иногда для ускорения «схватывания» вблизи стен разводили костры, служившие источниками не только тепла, но и углекислого газа. В фундаментах, куда доступ воздуха был закрыт, известь схватывалась очень медленно (иногда в течение многих десятилетий), что негативно влияло на надёжность зданий.

### Обработка камня
В разное время камень обтёсывался по-разному:
- поверхность домонгольских квадров покрыта характерными бороздками — насечками от инструментов, которыми обрабатывали камень. Блоки были обтёсаны и подогнаны очень точно, и их укладывали в облицовку почти «насухо»;
- в конце XIII — первой трети XIV века в связи с тяжёлыми экономическими условиями монгольского ига на «чистой» обработке стали экономить и укладывать блоки в кладку обработанными «получисто» — лишь грубо обкалывая поверхности, даже не стремясь получить вполне прямые углы (так были построены церковь на Городище в Коломне, Никольская церковь в Каменском, первый Успенский собор в Москве (1326—1327 годы) и практически все прочие храмы этого времени). Из-за больших щелей между камнями заливка велась густым раствором. И лишь детали архитектурного декора в это время продолжали обтёсываться относительно гладко и аккуратно;
- в конце XIV века древнерусские каменотёсы вернулись к домонгольской технике обтёсывания блоков — почти идеально точной, с бороздками от инструментов. В дальнейшем эти бороздки становились все менее и менее заметными и к концу XV века исчезли совсем;
- квадры XVI—XVII веков обработаны очень гладко (вероятно, их подвергали дополнительной шлифовке песком, который растирали по поверхности деревянными или железными «гладилками»). Кладка стала ещё более ровной, в ней стали использоваться блоки почти одинаковых размеров.